# Adolfo Alvarado Fournier
Adolfo Alvarado Fournier es un militar y político peruano, que tiene el rango de general del Ejército (en retiro). Fue el primer ministro del Interior del gobierno de Alberto Fujimori, de julio de 1990 a abril de 1991.

## Biografía
Hijo de Carlos Alvarado Romero y Zarela Fournier Naturalich. Ingresó a la Escuela Militar de Chorrillos, de donde egresó a mediados de los años 1950 como subteniente de infantería. 
En diciembre de 1977 fue ascendido al rango de coronel de infantería, por decreto ley del gobierno de Francisco Morales Bermúdez. Unos años después fue elevado al rango de general de Brigada.

### Ministro del Interior
El 28 de julio de 1990, al realizarse la toma de mando del presidente Alberto Fujimori, juró como ministro del Interior, formando parte del Consejo de Ministros presidido por el ingeniero Juan Carlos Hurtado Miller.
Era por entonces general de División en actividad. Desde el gobierno militar de los años 1970 no se había encomendado el despacho del Interior a un general activo, lo cual implicaba colocar a la Policía Nacional del Perú bajo el mando de un oficial de las Fuerzas Armadas.
Según el testimonio del mismo Fujimori, fue su asesor Vladimiro Montesinos quien le presentó a Alvarado para que ocupara el despacho del Interior, junto al general Jorge Torres Aciego, que pasó a ocupar el ministerio de Defensa.
Su primera medida fue pasar al retiro a unos 150 oficiales de la policía, incluyendo ocho de los nueve tenientes generales. De esa manera el Ejército tomó el control de la policía, cosa que no ocurría desde el último gobierno militar finalizado una década atrás. Este episodio ha sido denominado por algunos medios periodísticos como “La purga”. Fuera de este suceso, su paso por el ministerio del Interior fue anodino y no sobrepasó un año en el mismo.
La gestión de Alvarado fue criticada por su ineficacia en controlar el aumento de la actividad terrorista, por la corrupción detectada en la institución policial y por la fuga de la cabecilla del MRTA, Lucero Cumpa. En abril de 1991 fue reemplazado por otro general del ejército en retiro, Víctor Malca Villanueva.

### Embajador en Checoslovaquia
Luego, en 1992, pasó a ser embajador extraordinario y plenipotenciario del Perú en Checoslovaquia (desde 1993 República Checa), hasta que presentó su renuncia en 1995, que fue aceptada. 